# Lord-lieutenant du Clackmannanshire

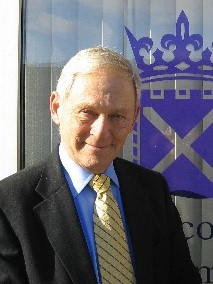
George Reid, Lord Lieutenant du 23 mai 2011 au 4 juin 2014.

Ceci est une liste de personnes qui ont servi comme Lord Lieutenant du Clackmannanshire.
Le titre officiel de l'office a varié dans le temps comme suit:
His or Her Majesty's Lieutenant in the County of Clackmannan 1794–1975
Lord-Lieutenant in the Central Region (District of Clackmannan) 1975–1996
Lord-Lieutenant for the Area of Clackmannan depuis 1996

## Lord Lieutenants
- David Erskine, 9e comte de Buchan 1713 – 1715[1]
- Incomplet avant 1794
- William Cathcart, 1er comte Cathcart 17 mars 1794 – 1798
- Sir Ralph Abercromby 13 août 1798 – 28 mars 1801
- William Cathcart, 1er comte Cathcart 18 décembre 1801 – 1803
- David William Murray, 3e comte de Mansfield 18 mars 1803 – 18 février 1840
- Lt-Col. George Abercromby, 3e baron Abercromby 20 avril 1840 – 25 juin 1852
- William Murray, 4e comte de Mansfield 30 juillet 1852 – 2 août 1898
- Walter John Francis Erskine, 12e comte de Mar 14 octobre 1898 – 3 juin 1955
- Capt. James Paton Younger 15 août 1955 – 1966 [2]
- John Francis Hervey Erskine, 13e comte de Mar 30 septembre 1966 – 22 décembre 1993[3]
- vacant
- Lt-Col. Robert Christie Stewart 16 janvier 1995 – 2001 [4]
- Sheena Carlin Cruickshank 27 septembre 2001 – 23 mai 2011 [5]
- The Rt. Hon. George Reid 23 mai 2011 – 4 juin 2014 [6]
- Lt-Col. John Cochrane Stewart 5 juin 2014 – [7]